# 死亡日记 (小说)

小說封面

死亡日记（The Virgin Suicides）是美国作家傑佛瑞·尤金尼德斯的1993年的处女作。故事发生在1970年代的格罗斯波恩特，密歇根州，描述的是五姐妹的生活。里斯本的女孩吸引她们的社区，而她们的邻居很难找到对于她们行为的一种解释。这本书的第一章出现在“巴黎评论”杂志的117号（1990年冬），并于1991年获阿卡汗小说奖。